# Jurassic World : La Théorie du Chaos
 (avril 2025).
 (avril 2025).
Si vous disposez d'ouvrages ou d'articles de référence ou si vous connaissez des sites web de qualité traitant du thème abordé ici, merci de compléter l'article en donnant les références utiles à sa vérifiabilité et en les liant à la section « Notes et références ».
Production
Diffusion
Chronologie
Jurassic World : La Colo du Crétacé
Jurassic World : La Théorie du Chaos (Jurassic World: Chaos Theory) est une série d'animation américaine créée par Zack Stentz et Scott Kreamer, produite par DreamWorks Animation et diffusée depuis le 24 mai 2024 sur Netflix.
Se déroulant dans l'univers de la franchise Jurassic Park, il s'agit de la suite directe de la série animée Jurassic World : La Colo du Crétacé. La série prend place après le film Jurassic World: Fallen Kingdom de 2018 et le court métrage Battle at Big Rock de 2019, et avant le film Jurassic World : Le Monde d'après de 2022, alors que les dinosaures vivent désormais en toute liberté dans le monde entier. En janvier 2025, une troisième saison a été confirmée. Elle est mise en ligne le 3 avril 2025.

## Synopsis
Six ans après les évènements de la « colo du Crétacé », Darius, Kenji, Sammy, Yaz et Ben — 5 membres des « six d'Isla Nublar » — sont désormais âgés de 20 ans. Ils se réunissent et se lancent dans une aventure pour démêler une conspiration qui menace les dinosaures et l'humanité et apprendre la vérité sur ce qui est arrivé à Brooklynn.

### Saison 1
Darius faisait anciennement partie du DAP (Département des Animaux Préhistoriques) mais lors de la mort de la jeune fille, il a quitté l'association pour se recueillir. Il retrouve l'allosaure borgne qui a tué Brooklynn et essaye de l'attraper pour se venger, mais une ancienne collègue, Ronnie (également présente sur place, car elle fait partie du DAP), lui rappelle que capturer l'allosaure ne fera pas revenir son amie. Ce même soir, Darius reçois la visite inattendue de Ben, qui lui expose sa théorie sur la mort de l'influenceuse devenue journaliste, notamment le rapport qu'il pourrait y avoir avec le Dark Jurassic, un site d'échanges de théories sur les rumeurs concernant les six d'Isla Nublar. Ben annonce avoir reçu d'un correspondant inconnu une menace de mort pour tous les protagonistes mais à ce moment-là, ils sont attaqués par quatre atrociraptors (Ghost, Panthera, Tiger et Red), les mêmes que ceux du film Jurassic World: Le Monde D'après.
Ils s'échappent dans le van de Ben qui explique à Darius qu'il les emmène au Texas pour prévenir Sammy. Après un petit accident dans une station-service, ils arrivent à destination et découvrent que Sammy héberge Petite Bosse mais le voisin de Sammy, Carl, arrive à toute vitesse et s'énerve puis repart. Sammy retourne à son ranch en enfermant bien Petite Bosse et c'est le moment que choisissent Ben et Darius pour lui proposer de venir avec eux. Soudain les atrociraptors les attaquent. Petite Bosse les sauve d'une mort imminente puis s'échappe à son tour. Mais un étrange sifflement retentit et les raptors disparaissent dans l'obscurité...pour rejoindre une femme avec le sifflet qui les a appelés ainsi qu'un camion transportant des caisses où ils rentrent docilement.
Dans le van en direction de la maison de Kenji, Sammy tente d'appeler Yasmina, sans succès. Arrivant chez Kenji, Sammy dit qu'en observant une carte que Brooklynn avait laissée dans son manteau, elle a vu une adresse très proche à laquelle leur amie était censée avoir rendez-vous. Et ce n'était pas n'importe quel jour: c'était le jour de sa mort.
Ils parvinrent à convaincre Kenji d'aller à cette adresse ou il n'était jamais allé mais qu'il connaissait car c'était là qu'habitait son père. Interrompus une nouvelle fois par les raptors, Darius et Kenji tentent de s'échapper et voient le père de Kenji mourir pour l'avenir des Kondo et sauver son fils unique. Les deux amis sont sauvés par un inconnu et, en l'honneur de son père japonais à qui il avait dit qu'il n'avait jamais retenu le moindre mot de cette langue, pour la première fois de sa vie, Kenji murmura "Tôsan",ce qui signifie "Père".
L'homme qui les a sauvés est un ancien agent du DAP nommé Mateo qui, d'après son récit, était présent sur le lieu de la mort de Brooklynn et avait tout entendu. Il leur dit également que l'allosaure était dans son camion mais que l'acheteur était en retard. Lui-même était allé vérifier la cage et elle s'est ouverte toute seule. Il ajoute qu'il a récupéré le téléphone de la jeune femme et le leur donne.
Pendant ce temps, sur l'île de Yasmina garantie "sans dinosaures", un drame éclate après l'arrivée de deux becklespinax et après avoir échappés de justesse à ces monstres et à des agents du DAP malveillants, ils parviennent à s'infiltrer dans le véhicule où viennent de rentrer les dinosaures.
Ils arrivent sur le site du DAP et Ben découvre avec Horreur que Petite Bosse a été capturée. Il ouvre sa cage mais elle semble aux portes de la mort... mais elle est porteuse d'un oeuf qui ne tarde pas à apparaitre. Les jeunes retrouvent Dudley Cabrera, le président du groupe, dans un entrepôt rempli de cages mais sont de nouveau confrontés à la femme aux raptors accompagnée d'un agent du DAP douteux. Mateo les sauve en percutant violemment l'entrepôt avec un camion. Revers de la médaille: le choc ouvre plusieurs cages à proximité... dont celle de Grosse Mangeuse (Big Eatie en VO), la mère tyrannosaure qu'il avaient trouvée sur l'île de Mantah Corp. Elle détruit la moitié du site avant d'être attaquée par Ghost. Inspirées par leur cheffe de meute, les trois autres suivirent aussitôt avant que Grosse Mangeuse ne retrouve l'allosaure borgne et que les deux géant ne se battent. L'allosaure fini par abandonner et s'échappe tandis que l'agent du DAP qui est avec la femme aux raptors ne téléphone et se fassent dévorer par...l'allosaure. Les cinq jeunes montèrent dans le cargo où se trouvait l'homme mais , avant de partir, Ben demanda à Mateo de prendre soin de l'oeuf de Petite Bosse.

### Saison 2
Dans le cargo, les jeunes se cachent dans une des caisses de transport. Kenji part récupérer de la nourriture et découvre une des cages de dinosaures ouvertes, révélant un cadavre de carnivore à l'intérieur. Il s'enfuit aussitôt lorsque le dinosaure évadé s'approche pour l'attaquer.

## Distribution

### Voix originales
- Paul-Mikél Williams : Darius Bowman
- Sean Giambrone : Ben Pincus
- Raini Rodriguez : Sammy Gutierrez
- Darren Barnet : Kenji Kondo
- Kausar Mohammed : Yasmina « Yaz » Fadoula
- Kiersten Kelly : Brooklynn
- Carmen Moore : Ronnie (saisons 1 et 2)
- Alan Trinca : Mike (saison 1)
- Benjamin Flores Jr. : Brandon Bowman (saison 1)
- Chris Jai Alex : Ross et Jared (saison 1), Zappa et Delgado (saison 2)
- Brock Powell : Mo "Le propriétaire de la station service" (saison 1)
- Steve Blum : Carl (saison 1) et Jensen (saison 1 et 2)
- Luis Bermudez :  Bobby Nublar (saison 1)
- Andrew Kishino : Daniel Kondo (saisons 1 et 2)
- Sumalee Montano : La dresseuse des Atrociraptors (surnommée "La femme aux raptors" par les six d'Isla Nublar) (saisons 1, 2 et 3)
- Eugene Cordero : Mateo (saison 1)
- Philip Anthony-Rodriguez : Dudley Cabrera (saison 1)
- Gideon Emery : Sullivan (saison 2)
- Stephen Fu : Captain Lang (saison 2)
- Skyler Gisondo : Earnest "Le chef du Front de Libération des Dinosaures" (saison 2)
- Anaiya Asomugha : Zayna Mballo (saison 2)
- Cherise Boothe : Aminata Mballo (saison 2)
- Samba Schutte : Ousmane Mballo (saison 2)
- Dichen Lachman : Soyona Santos (saisons 2 et 3)
- Ike Amadi : Dr. Sarr (saison 2)
- Sendhil Ramamurthy : Professeur Chuck Desai (saison 3)
- Evan Michael Lee : Barry Sembène (saison 3)
- Beatrice Grannò : Gia (saison 3)
- Isabella Rossellini : Nonna (saison 3)
- Adam Harrington : Dodgson (saison 3)
- Pierre Arpesella : Vito (saison 3)
- Sean Rohani : Rio (saison 3)
- Marwan Salama : Davi (saison 3)

### Voix françaises
- Juan Llorca : Darius Bowman
- Thomas Sagols : Ben Pincus
- Alice Orsat : Sammy Gutierrez
- Julien Crampon : Kenji Kon (Kenji Kondo en VF)
- Nastassja Girard : Yasmina « Yaz » Fadoula
- Clara Quilichini : Brooklynn
- Charlotte Juniere : Ronnie (saisons 1 et 2)
- Jean-Michel Vaubien : Brandon Bowman (saison 1)
- Olivier Augrond : Ross et Matteo (saison 1)
- François Raison : Carl (saison 1)
- Raphaël Cohen : Bobby Nublar (saison 1)
- Laurent Maurel : Daniel Kon (Daniel Kondo en VF) (saisons 1 et 2)
- François Delaive : Dudley Cabrera (saison 1)
- Kévin Goffette : Sullivan (saison 2)
- Simon Volodine : Capitaine Lang (saison 2)
- Justine Berger : Zayna Mballo (saison 2)
- Julia Vaidis-Bogard : Soyona Santos (saisons 2 et 3)
- Baptiste Marc : Barry Sembène (saison 3)
- Cécile Gatto : Gia (saison 3)
- Olivier Chauvel : Dodgson (saison 3)

 Source et légende : version française (VF) sur RS Doublage

## Fiche technique
- Titre original : Jurassic World: Chaos Theory
- Titre français : Jurassic World : La Théorie du Chaos
- Titre québécois : Monde Jurassique: La Théorie du Chaos
- Scénario : Bethany Armstrong Johnson, d'après le roman Jurassic Park de Michael Crichton
- Musique : Leo Berinberg
- Production : Zack Stentz et Scott Kreamer
- Sociétés de production : DreamWorks Animation, Universal Pictures et Amblin Entertainment
- Société de distribution : Netflix
- Pays :  États-Unis
- Langue : Anglais
- Genre : série d'animation, aventure, action, drame, science-fiction

## Épisodes

### Première saison (24 mai 2024)
1. Le contre-coup (Aftershock)
2. La halte (Rest Stop)
3. Des soucis au ranch (Down on the Ranch)
4. Frères (Brothers)
5. Réhabilitation (Halfway Home)
6. Hors de contrôle (Free Fall)
7. Ce soir-là (That Night)
8. La livraison (The Drop)
9. Dans le brouillard (Into the Fog)
10. La fin du début (The End of the Beginning)

### Deuxième saison (17 octobre 2024)
1. Avis de tempête (Batten Down the Hatches)
2. Les naufragés (The Marooned Five)
3. PT1TEFUTEE86 (C13v3rGr186)
4. L'ajustement (The Adjustment)
5. En eaux troubles (Troubled Waters)
6. La remontée du fleuve (Up the River)
7. Toute la nuit (All Night Long)
8. Camarades de labo, partie 1 (Lab Partners: Part 1)
9. Camarades de labo, partie 2 (Lab Partners: Part 2)
10. Retrouvailles (Reunion)

### Troisième saison (3 avril 2025)
1. Excédent de bagages (Excess Baggage)
2. Villa Paradiso (Villa Paradiso)
3. La reine et sa cour (The Queen's Court)
4. La piazza de tous les dangers (Fire in the Piazza)
5. Sous tension (Boiling Over)
6. Infiltrée (Undercover)
7. Décisions, décisions… (Decisions, Decisions...)
8. Sans échappatoire (No Escape)
9. Poursuite (Active Pursuit)
10. Morituri te salutant (Morituri Te Salutant)

## Personnages

### Principaux
- Darius Bowman : Jeune adulte afro-américain, leader et membre du groupe des Six d'Isla Nublar, fan de dinosaure.
- Ben Pincus : Jeune adulte courageux et indépendant, anciennement sensible et fragile à l'époque des événements de la Colo du Crétacé.
- Sammy Gutierrez : Jeune femme d'origine hispanique, enthousiaste, grégaire et bruyante, elle vit désormais toute seule au ranch de ses parents .
- Kenji Kon (Kenji Kondo en VF) : Jeune adulte d'origine asiatique, assez vantard et imbu de lui-même, vivant désormais dans un van en pleine forêt après avoir perdu la fortune de son père.
- Yasmina Fadoula : Jeune femme réservée et sarcastique, ayant souffert de SSPT lorsqu'elle était coincée sur l'île d'Isla Nublar lors des événements et de l'effondrement de Jurassic World.
- Brooklynn : Jeune femme journaliste et enquêtrice, présumée morte par ses amis à la suite d'une attaque d'Allosaure.

### Secondaires
- Ronnie : Sergente travaillant pour le département des animaux préhistoriques et ancienne cheffe de Darius (saisons 1 et 2).
- Mike : Un agent du département des animaux préhistoriques qui travaille au côté de Ronnie (saison 1).
- Brandon Bowman : Grand frère de Darius, qui aime taquiner ce dernier (mentionné).
- Ross : Un animateur de radio entendu dans le camion de Darius.
- Mantah Corp. : L'ancienne deuxième société rivale d'InGen apparu dans la série précédente (mentionnée).
- Mo : Un homme travaillant dans une station service en plein désert (saison 1).
- Carl : Le voisin cruel et haineux de Sammy, détestant les dinosaures, il a essayé de comploté un stratagème afin de se débarrasser de Petite Bosse (saison 1).
- Bobby Nublar : Propriétaire de l'attraction routière "L'aire de jeu préhistorique de King Dino", abusant et maltraitant ses dinosaures pour son propre bénéfice (saison 1).
- Daniel Kon (Daniel Kondo en VF) : Le père de Kenji (Grand méchant de la saison 5 de La Colo du Crétacé), ancien président ayant été responsable de la société Mantah Corp, il vit désormais dans une maison de transition (saisons 1 et 2).
- La dresseuse des Atrociraptors (La femme aux raptors) : Une femme étrange à la peau pale et aux tâches de rousseur, silencieuse, froide et effrayante, elle était la propriétaire des Atrociraptors vu dans le film de 2022 (saisons 1, 2 et 3).
- Matteo : Ancien employé du département des animaux préhistoriques et devenant par la suite un allié de confiance pour Darius et sa bande (saison 1).
- Hiraya : La fille de Mattéo, ce dernier devait capturer des dinosaures afin d'obtenir de l'argent nécessaire pour s'assurer que sa fille puisse aller à l'université (mentionnée).
- Jensen : Un faux agent du département des animaux préhistoriques travaillant en secret pour le courtier Soyona Santos (saisons 1 et 2).
- Jared : Un autre faux agent du département des animaux préhistoriques (saison 1).
- Dudley Cabrera : Directeur régional du département des animaux préhistoriques, il a été celui qui a traqué les Six d'Isla Nublar avant qu'il ne se fasse tué par les Atrociraptors (saison 1).
- Sullivan : Un employé étant chargé de la cargaison de dinosaures, bras droit du Capitaine Lang (saison 2).
- Capitaine Lang : Le capitaine du cargo ou viennent d'embarqué Darius et sa bande (saison 2).
- Ernest : Le chef du Front de Libération des Dinosaures ayant pour but de libérer les dinosaures de la cruauté humaine (saison 2).
- Zappa et Delgado : Deux membres du Front de Libérations des Dinosaures travaillant pour Ernest (saison 2).
- Zayna Mballo : Une jeune adolescente d'origine africaine, vivant dans une ferme au Sénégal avec sa mère et son père, agissant comme une alliée pour Darius et sa bande (saison 2).
- Aminata Mballo : La mère de Zayna, elle s'occupe de sa ferme avec sa fille et donne toujours de bons conseils (saison 2).
- Ousmane Mballo : Le père de Zayna, qui a tendance à faire des taquineries à cette dernière (saison 2).
- Oumar : L'oncle de Zayna, il tient un petit stand au bord d'une rivière (mentionné).
- Soyona Santos : Le fameux courtier mentionné à la fin de la première saison, possédant des Atrociraptors lui obéissant au doigt et à l'œil et étant une puissante criminelle d'élite, elle est celle qui traque les Six d'Isla Nublar depuis le début (saisons 2 et 3).
- Dr. Sarr : Scientifique ayant anciennement travaillé pour Soyona Santos et étant le créateur du Baryonyx leucique (saison 2).
- Biosyn : La principale société rivale d'InGen, jouant un rôle impactant au sein même de la série.
- Professeur Chuck Desai : Le professeur de Ben et Gia, il travaille à l'Université Delaney et est conseiller au Nations Unies (saison 3).
- Barry Sembène : Ancien employé ayant travaillé à l'époque à Jurassic World aux côté d'Owen Grady, il aidera les Six d'Isla Nublar à quitté le Sénégal en les faisant embarquer dans un avion (saison 3).
- Owen Grady : Le dresseur de vélociraptor ayant travaillé à l'époque à Jurassic World, il aidera Barry à arrêter les activités criminelles de Soyona Santos (mentionné).
- Maisie Lockwood : La fille adoptive d'Owen Grady et Claire Dearing (mentionnée).
- Gia : La petite amie italienne de Ben mentionnée lors des événements de la première saison, elle hébergera Les Six d'Isla Nublar après qu'ils se sont retrouver en Italie lors de l'atterrissage de l'avion de Barry Sembène (saison 3).
- Nonna : La grand-mère de Gia, elle vit avec cette dernière dans une maison en Italie (saison 3).
- Lewis Dodgson : Le président de Biosyn (apparu dans la série précédente), il était allé à l'époque sur Isla Nublar pour récupérer des échantillons d'ADN de dinosaures pour qu'au final il collabore par la suite avec le courtier Soyona Santos (saison 3).
- Corso : Un conseiller régional italien responsable de la zone où se trouve la vallée de Biosyn (mentionné).
- Vito : Un citoyen Italien qui voulait simplement donner une gamelle de croquette à son chien avant qu'il ne se fasse attaquer puis tuer sur le coup par un Pyroraptor (saison 3).
- Rainn Delacourt : Braconnier travaillant pour Soyona Santos et étant le bras droit de cette dernière (mentionné).
- Rio : Une personne travaillant en tant que vendeur de dinosaure au Marché noir d'Amber Clave (saison 3).
- Davi : Un journaliste fan de Brooklyn qui aidera cette dernière à rechercher d'avantages d'informations concernant le trafic de dinosaures et ainsi qu'à arrêter Soyona Santos pour de bon (saison 3).

### Dinosaures
Comme ce fut le cas avec "La Colo du Crétacé", l'une des particularités principales de la série "La théorie du Chaos" est qu'elle met en scène des dinosaures ayant un prénom, faisant d'eux des personnages à part entière.
- Petite Bosse (Bumpy en VO) : Le compagnon de Ben : Ankylosaure femelle bleu et jaune, elle deviendra maman pour la première fois et donnera par la suite naissance à un œuf contenant son bébé Petit Doux à l'intérieur (saison 1).
- L'Allosaure borgne : Une femelle Allosaure étant aveugle de l'œil droit et possédant des cicatrices, le même individu vu à la fois dans le court métrage de 2019 et dans le film de 2022 (saisons 1, 2 et 3).
- Ghost, Panthera, Tiger et Red : Les quatre Atrociraptors du film de 2022, traquant Les Six d'Isla Nublar à travers le globe (saisons 1, 2 et 3 pour Ghost, Panthera et Tiger / saisons 2 et 3 pour Red).
- Les Parasaurolophus Lux : Une variante bioluminescente des Parasaurolophus ayant vécus à l'époque sur Isla Nublar et vivants désormais sur le continent (saisons 1 et 2).
- Brunette et Blonde : Un duo de Becklespinax femelles (toutes deux sœurs jumelles) ayant été envoyées par les deux faux agents, Jensen et Jared, afin qu'elles puissent éliminer les Six d'Isla Nublar (saison 1).
- Major : Un Majungasaure mâle qui faisait partie des dinosaures présent sur le cargo, dévorant son congénère, réussissant à s'échapper de sa caisse et se retrouvant ensuite en plein cœur de la jungle du Sénégal (saison 2).
- Geba : Un Gallimimus mâle vivant dans la jungle du Sénégal, étant le compagnon de Zayna et Aminata, il vit aux côtés de ses dernières dans leur ferme (saison 2).
- Gordon : Un Compsognathus mâle amputé d'une patte vivant dans une cage à côté de la maison de Ronnie (saison 2).
- Le Baryonyx leucique : Une femelle Baryonyx aveugle et sans yeux atteint de leucisme ne se déplaçant uniquement grâce à l'écholocalisation et aux différents sons et bruits qu'elle émet ou entend (saison 2).
- Petit Doux (Smoothie en VO) : Bébé Ankylosaure mâle bleu foncé et beige étant la progéniture et ainsi que le fils de Petite Bosse, nouvelle mascotte des Six d'Isla Nublar, il éclot pour la première fois à l'intérieur de la maison de Gia et Nonna (saisons 3 et 4).
- Boss : Le Carnotaure à la corne brisée qui faisait partie des dinosaures s'étant échappés du Manoir Lockwood et ayant été aperçu au marché noir d'Amber Clave lors des événements du film de 2022 (saison 3).

## Genres et espèces présentés
Genres et espèces présents dans la série :
- Allosaurus
- Ankylosaurus
- Atrociraptor
- Baryonyx (dont une variante leucique)
- Becklespinax
- Brachiosaurus
- Carnotaurus
- Ceratosaurus (saison 3)
- Compsognathus
- Criquet préhistorique (saison 3)
- Dilophosaurus (saison 4)
- Dimorphodon
- Gallimimus
- Kentrosaurus (saison 2)
- Lystrosaurus (saison 3)
- Majungasaurus (saison 2)
- Monolophosaurus (saison 2)
- Nasutoceratops
- Pachyrhinosaurus
- Parasaurolophus (dont une variante bioluminescente)
- Ptéranodon
- Pyroraptor (saison 3)
- Sinoceratops
- Stégosaurus
- Stygimoloch
- Suchomimus
- Tyrannosaurus rex
- Velociraptor

## Production

### Développement
Alors que La Colo du Crétacé arrivait en fin de production, DreamWorks Animation et Netflix étaient intéressés par le développement d'une suite. Le showrunner, Scott Kreamer, a initialement refusé l'offre, mais il a décidé de travailler sur une deuxième série après que lui et son co-showrunner Aaron Hammersley aient vu le film Jurassic World : Le Monde d'après (2022), qui les a inspirés à créer une suite directe mettant en vedette des versions plus âgés de La Colo du Crétacé. Après avoir décidé de travailler sur la série, ils ont retrouvé la scénariste en chef Bethany Armstrong Johnson pour concevoir l'histoire de la série.
En novembre 2023, lors de l'événement virtuel Geeked Week de Netflix, la suite intitulée Jurassic World : la Théorie du Chaos a été annoncée. En juin 2024, Netflix a annoncé une deuxième saison pour la série. En janvier 2025, Netflix a annoncé une troisième saison pour la série. En juin 2025, une quatrième saison fut confirmée pour la série et devrait être diffuser en novembre 2025 .

### Casting
En novembre 2023, parallèlement à l'annonce de la série, Paul-Mikél Williams a été confirmé pour reprendre le rôle de Darius Bowman. En mars 2024, il a été annoncé que Sean Giambrone reprendrait son rôle de Ben Pincus. En avril, il a été annoncé que Raini Rodriguez et Kausar Mohammed reprendraient respectivement leurs rôles de Sammy Gutierrez et Yasmina « Yaz » Fadoula et que Darren Barnet remplacerait Ryan Potter dans le rôle de Kenji Kon. Les showrunners voulaient à l'origine que Jenna Ortega reprenne son rôle de Brooklynn, mais elle n'a pas pu s'engager en raison de problèmes d'emploi du temps.